# Kraśniczyn (gmina)
Pour les articles homonymes, voir Kraśniczyn.
Kraśniczyn est une gmina rurale (gmina wiejska) de la powiat de Krasnystaw, dans la Voïvodie de Lublin, dans l'est de la Pologne.
Son siège administratif (chef-lieu) est le village de Kraśniczyn, qui se situe environ 16 kilomètres au sud-est de Krasnystaw (siège du powiat) et 66 kilomètres au sud-est de la capitale régionale Lublin (capitale de la voïvodie).
La gmina couvre une superficie de 110,02 km2 pour une population de 4 284 habitants en 2006.

## Histoire
De 1975 à 1998, la gmina est attachée administrativement à l'ancienne Voïvodie de Chełm.

Depuis 1999, elle fait partie de la nouvelle voïvodie de Lublin.

## Géographie

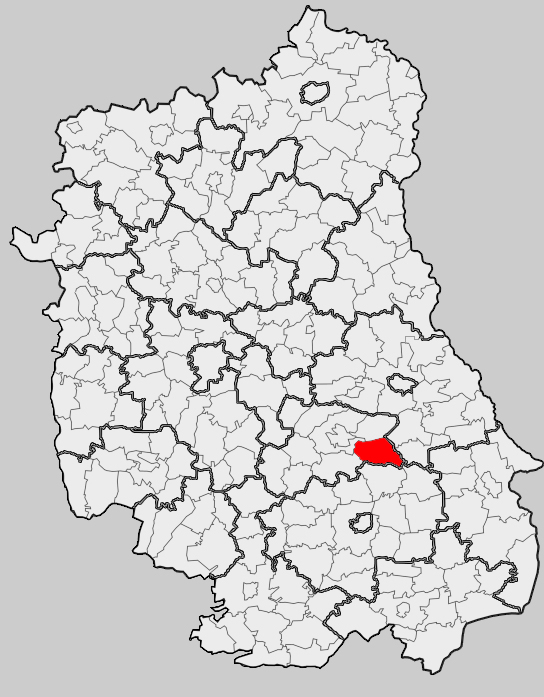
Position de la gmina dans la voïvodie

La gmina inclut les villages de:
- Anielpol
- Bończa
- Bończa-Kolonia
- Brzeziny
- Chełmiec
- Czajki
- Drewniki
- Franciszków
- Kraśniczyn
- Łukaszówka
- Majdan Surhowski
- Olszanka
- Pniaki
- Stara Wieś
- Surhów
- Surhów-Kolonia
- Wolica
- Wólka Kraśniczyńska
- Zalesie
- Zastawie

### Gminy voisines
La gmina de Kraśniczyn est voisine des gminy de:
- Grabowiec
- Izbica
- Krasnystaw
- Leśniowice
- Siennica Różana
- Skierbieszów
- Wojsławice

## Structure du terrain
D'après les données de 2002, la superficie de la commune de Kraśniczyn est de 110,02 kilomètres carrés, répartis comme telle :
- terres agricoles : 73%
- forêts : 20%

La commune représente 9,67% de la superficie du powiat.

## Démographie
Données du 30 juin 2004:
| Description        | Total  | Total | Femmes | Femmes | Hommes | Hommes |
| ------------------ | ------ | ----- | ------ | ------ | ------ | ------ |
| Unité              | Nombre | %     | Nombre | %      | Nombre | %      |
| Population         | 4383   | 100   | 2 207  | 50,4   | 2 176  | 49,6   |
| Densité (hab./km²) | 39,8   | 39,8  | 20,1   | 20,1   | 19,8   | 19,8   |